# UTC+10:30
UTC+10:30 je vremenska zona.

## Kao standardno vreme samo zimi (severna hemisfera)
- Australija
  - Ostrvo Lorda Haua

## Kao letnje ukazno vreme (leto na južnoj hemisferi)
- Australija (ACST — Australijsko centralno standardno vreme)
  - Okrug Jankovina (Yancowinna) u Novom Južnom Velsu
  -  Južna Australija